# Elsterwürger

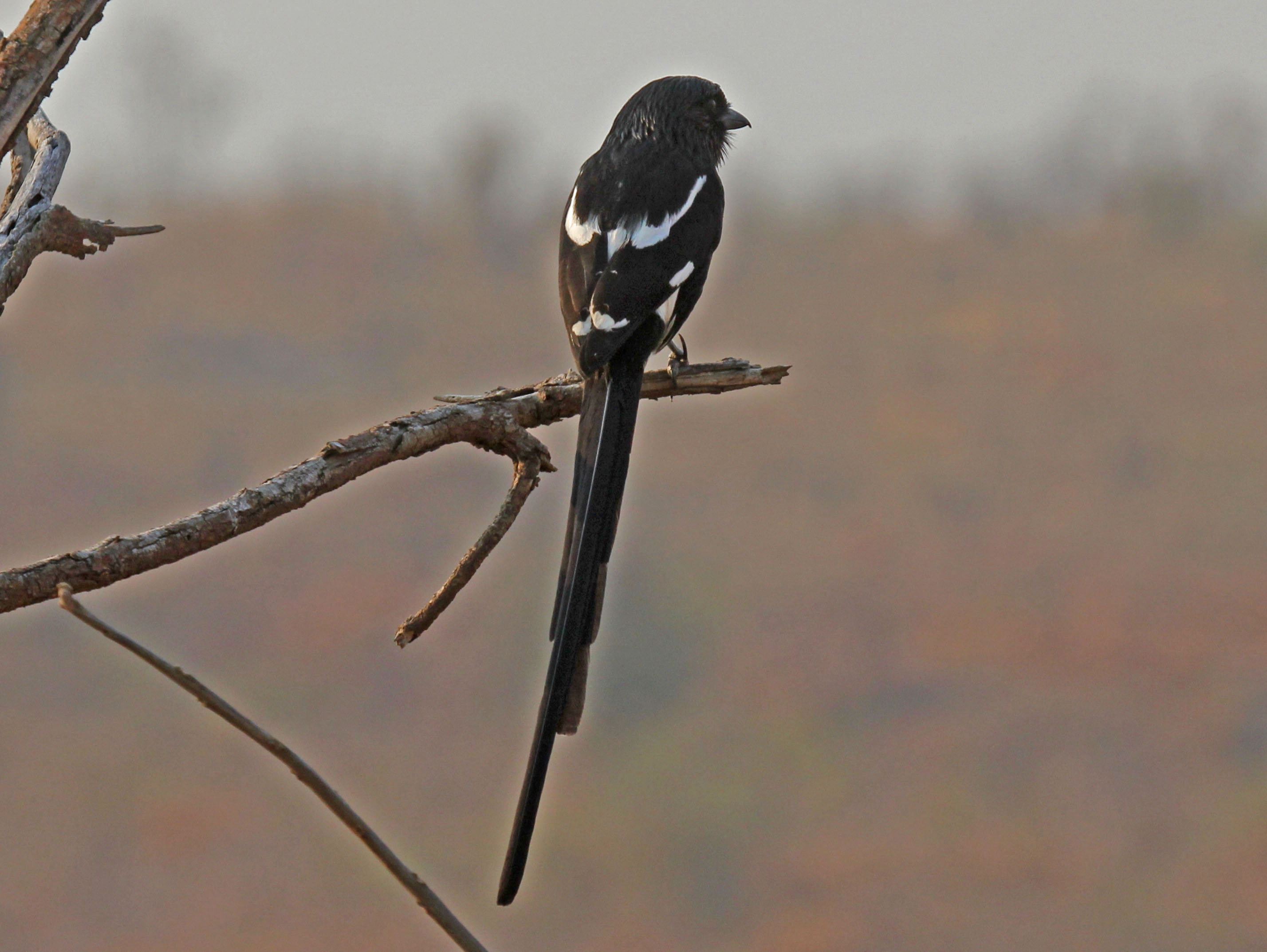
Elsterwürger im Kruger-Nationalpark, Südafrika

Der Elsterwürger (Lanius melanoleucus) ist eine Vogelart aus der Familie der Würger (Laniidae).

## Beschreibung
Elsterwürger sind große Würger, die Körperlänge beträgt etwa 45 Zentimeter, von denen etwa 30 cm auf den sehr langen, gestuften Schwanz entfallen. Das Gefieder ist kontrastreich schwarz-weiß. Beim Männchen sind Kopf, Rücken, Flügeldecken, Schwanz und auch fast die gesamte Rumpfunterseite schwarz. Die ausgedehnt weißen Schulterfedern bilden zusammen mit dem gräulich-weißen Bürzel auf der Oberseite ein weißes „V“. Die Schwingen sind überwiegend schwarz. Die Handschwingen zeigen an der Basis einen großen weißen Fleck, Armschwingen und Schirmfedern haben weiße Spitzen. Die Flanken können einige weiße Federn aufweisen. Der Schnabel und die Beine sind schwarz.
Die Unterarten variieren hauptsächlich in der Schwanz- und Flügellänge, in der Ausbreitung des weißen Fleckes auf den Handschwingen, im Grauton des Bürzels und im Braunton des Gefieders. Die Nominatform hat die größte Flügel- und Schwanzlänge, aequatorialis den kürzesten Schwanz mit einem tieferen Schwarz an Kehle und Brust. Die Unterart expressa ist kleiner, der weiße Flügelfleck ist kleiner und der Bürzel mehr grau als weiß. Die Unterart angolensis ist der Unterart aequatorialis ähnlich, der Schwanz ist kürzer als der Schwanz der  Nominatform. Der Status von angolensis und expressa bedarf allerdings weitere Untersuchungen.

## Verbreitung und Lebensraum
Sein Verbreitungsgebiet erstreckt sich von Angola über Botswana, Kenia, Mosambik, Namibia, Südafrika, Eswatini, Tansania, Sambia bis nach Simbabwe. Seine natürlichen Lebensräume sind hauptsächlich die Akaziensavanne, offener, trockener Wald und Buschland. Gelegentlich findet man die Art auch in Laub- und Mopanewäldern.

## Lebensweise
Elsterwürger ernähren sich vor allem von Gliederfüßern, hauptsächlich von Insekten. Zur Nahrung gehören daneben Doppelfüßer, Reptilien, Mäuse und gelegentlich kleine Früchte sowie frisches Fleisch und Aas. Elsterwürger leben meist in kleinen Gruppen, innerhalb der Gruppe brütet aber offenbar nur ein monogames Paar, das ein kleines Territorium um das Nest verteidigt. Das Gelege besteht aus ein bis sechs, gewöhnlich aus drei bis fünf Eiern. Die Nestlinge werden mit Insekten, Reptilien und Nagetieren gefüttert.

## Systematik
Der Elsterwürger wurde 1831 durch den schottischen Ornithologen Jean Louis Cabanis als Lanius melanoleucus erstmals wissenschaftlich beschrieben. Im gleichen Jahr stellte der französische Naturforscher René Primevère Lesson den Elsterwürger zusammen mit dem Gelbschnabelwürger in eine neue Gattung, die er Corvinella nannte. C. Hilary Fry et al. wiesen 2000 auf die grundlegenden Unterschiede zwischen Elsterwürger und Gelbschnabelwürger hin und schlugen für den Elsterwürger den Gattungsnamen Urolestes vor, der schon 1850 von Jean Louis Cabanis eingeführt worden war. Da sich 2019 herausstellte, dass der Elsterwürger zur gleichen Klade gehört wie die Würger der Gattung Lanius wird er von der International Ornithologists’ Union seit August 2023 wieder in Lanius geführt.
Je nach Quelle werde zwei (L. m. angolensis und L. m. expressa werden als Synonym zur Nominatform angesehen) oder vier Unterarten anerkannt:
- L. melanoleuca aequatorialis (Reichenow, 1887) – Südkenia und Tansania.
- L. melanoleuca angolensis (Meise, 1958) – Angola und Nordost-Namibia.
- L. melanoleuca melanoleuca (Jardine, 1831) – Südsambia, Namibia, Westsimbabwe und Norden von Südafrika.
- L. melanoleuca expressa (Clancey, 1961) – Südmalawi, Nordmosambik, Osten von Südafrika.

## Gefährdung
Angaben zur Größe des Weltbestandes gibt es nicht. Der Bestand ist offenbar rückläufig, aber wohl nicht sehr schnell. Auch wegen des wohl großen Weltbestandes und des sehr großen Verbreitungsgebietes wird die Art von der International Union for Conservation of Nature and Natural Resources (IUCN) daher als ungefährdet („Least Concern“) eingestuft.